# LM.C
LM.C (Lovely-Mocochang.com) es una banda japonesa de visual kei, la cual consiste de dos miembros, Maya (Yamazaki Masahito) y Aiji (Mizui Shinji)

## Historia
LM.C fue fundado por Maya, un guitarrista soporte para el músico Miyavi. Mientras que aun con Miyavi, Maya junto a otros integrantes dependían de integrantes de soporte y otros músicos durante sus presentaciones en vivo, y así fue como Aiji, en ese entonces aún en Pierrot, comenzó a trabajar con LM.C como guitarrista de soporte. A pesar de que LM.C fue formado originalmente por Maya el año 2006, poco se sabe acerca los primeros años del grupo.
Después que Maya dejase la banda de Miyavi y Aiji dejase a Pierrot ya disueltos, el dúo firmó con el sello Pony Canyon y lanzó sus dos primeros sencillos simultáneamente en octubre de 2006, «Trailers (Gold)» y «Trailers (Silver)». Una canción usada para un anime es "ROCK THE LM.C" que viene en el sencillo "Trailers (Gold)" que fue elegida para ser el Ending del Anime Red Garden.
En el año 2007, el grupo lanzó el mini-disco "Glitter Loud Box", además el mismo año lanzó su segundo sencillo, "Oh My Juliet”; la que fue escogida para ser uno de los Ending de Red Garden, el cual viene con la canción "Haunted House Make a Secret", el 31 de enero.
En mayo de 2007 lanzaron su tercer sencillo, "Boys & Girls" con la canción "Marble-s". El tema principal es destacado como el segundo Opening del Anime, Katekyō Hitman, Reborn! (Tutor Mafioso, Reborn!) en la saga de Varia.
Un cuarto sencillo es Lanzado en octubre de 2007, "Liar Liar/Sentimental Piggy Romance". El sencillo viene con las canciones mencionadas en el título, además de que ambas tienen PV (Promotional Video). A finales del mismo año dan a conocer su quinto sencillo, "Bell the Cat" con la canción "Maple Leaf" y su sexto sencillo, "John", con la canción "Tiny Circus" fue lanzado en febrero de 2008.
El 5 de noviembre de 2008 sacan su nuevo y primer disco "Gimmical☆Impact!!" y fue lanzado simultáneamente con la adaptación de su anterior mini disco "Glitter loud box". La adaptación fue titulada como SUPER GLITTER LOUD BOX.
El Séptimo sencillo, “88”, fue lanzado el 4 de junio de 2008. El sencillo además viene con la canción "...with VAMPIRE". El tema principal del sencillo es el cuarto Opening del reconocido Anime Reborn! en la saga del Futuro. 
El Octavo sencillo es la canción "PUNKY ❤ HEART", salió el 20 de mayo de 2009 y viene con la canción "Days" la cual se usó para ser el Opening del videojuego Katekyo Hitman Reborn Fate of Heat II. El Noveno sencillo "GHOST†HEART" salió el 11 de noviembre de 2009 y viene con la canción "A Blueberry Night".
El 3 de marzo de 2010 lanzan su disco "WONDERFUL WONDERHOLIC" el cual viene con los anteriores éxitos "PUNKY ❤ HEART" y "GHOST†HEART" y el 27 de octubre del mismo año, lanzan su sencillo "LET ME'CRAZY!!" que viene con 2 canciones más. El sencillo además viene con el PV de una segunda canción llamada No Fun, No Future, la cual es cantada por el guitarrista Aiji. Para esta canción, la banda se autodenominó The MAD LM.C
"The MAD LM.C" se presenta como el alter ego de LM.C, similar a lo que hemos visto con otros grupos como L' arc en Ciel con P’unk en Ciel. En este caso existe un cambio de formación de la misma, donde Aiji, o mejor dicho MAD Aiji toma el rol de vocalista, MAD Maya, toma el rol de Bajista y MAD Denki, toma el rol de baterista.
El 30 de marzo del 2011 lanzaron el sencillo SUPER DUPER GALAXY, el cual viene junto con la canción 'Bad Spider'. El lanzamiento de este sencillo, junto con muchos otros, fue pospuesto a causa del terremoto y posterior tsunami que sacudió a Japón. El sencillo salió el 18 de mayo de 2011.
El 27 de julio del 2011 salió el sencillo 星の在処。-ホシノアリカ- [Hoshi No Arika], con la canción MAD or DIE, interpretado por el alter ego "The MAD LM.C". Se sabe que la canción "Hoshi No Arika" fue escogida para ser el OP de la 2.º temporada del anime Nurarihyon no Mago (ぬらりひょんの孫), Nurarihyon No Mago ~Sennen Makyo~.

## Miembros
- Maya - Voz

Nombre Verdadero: Yamazaki Masahito
Sobrenombre: Maya
Fecha de Nacimiento: 30. Julio. 1979
Edad: 42 años
Altura: 1.82 ~~1.85 cm
Grupos Anteriores: The Sinners, guitarrista de Miyavi
-Toca guitarra, bajo y batería. 
-Una frase característica de él es "Wooh!", la cual se escucha en varias canciones.
-Maya conoció a Aiji desde que él tenía 19 años, en la prefectura de Nagano. 
-No tiene un género musical favorito definido. 
-Maya al principio no cantaba, tuvo que ocupar el puesto de vocalista, por la falta de uno. 
-Maya no toca la guitarra en los conciertos, solo en las grabaciones. 
-El escribe las letras, las cuales van dedicadas a sus fanes, son temas distintos para cada canción. 
-Una canción "X" viene de un sueño de maya, el nombre de la canción, no lo quiso decir.
-La única vez que se "pelearon" fue cuando Aiji no le paso el protector solar a maya y él se quemó. 
-Es un gran fan de "Katekyo Hitman REBORN!"
-Le gusta Starbucks y chupetines. 
-Suele morder mesas. 
- Aiji - Guitarra

Nombre Verdadero: Mizui Shinji
Sobrenombre: Aiji
Fecha de Nacimiento: 17. Noviembre. 1974
Edad: 47 años
Altura: 1.75 cm
Grupos Anteriores: Siam Shade's Roadie, Mona Lisa, KALEN, Pierrot
Otros datos:
-El es quien principalmente compone la parte musical, luego en el set de grabación, junta la melodía, con la letra de maya.

### Soporte Banda
- SASSY - Batería
- NomNom - teclado
- Denki-Man – VJ y Performance
- mACKAz -bajo

## Discografía

### Álbumes y EP
Para los detalles de los distintos discos ver el Anexo:Discografía de LM.C
1. Glitter Loud Box
2. GIMMICAL☆IMPACT!!
3. SUPER GLITTER LOUD BOX
4. WONDERFUL WONDERHOLIC
5. "☆ ★ Best the LM.C ★ ☆ 2006-2011 SINGLES"
6. STRONG POP
7. LM.C - B-Side BEST!!

### Sencillos
1. Trailers (Gold) (4 de octubre de 2006)
2. Trailers (Silver) (4 de octubre de 2006)
3. ☆Rock the LM.C☆ (4 de octubre de 2006) escogida para ser el primer ending del anime Red Garden.
4. Oh My Juliet. (31 de enero de 2007)escogida para ser el segundo ending del anime Red Garden.
5. Boys & Girls (23 de mayo de 2007)escogida para ser el segundo opening del anime Katekyō Hitman Reborn!
6. Liar Liar/Sentimental Piggy Romance (10 de octubre de 2007)
7. Bell the Cat (12 de diciembre de 2007)
8. John (20 de febrero de 2008)
9. John (Metally)
10. 88 (4 de junio de 2008) escogida para ser el cuarto opening del anime Katekyō Hitman Reborn!
11. PUNKY♥HEART(20 de mayo de 2009)
12. GHOST†HEART (11 de noviembre de 2009)
13. Let Me' Crazy (27 de octubre de 2010)
14. SUPER DUPER GALAXY ( 30 de marzo de 2011 )
15. 「星の在処。-ホシノアリカ-」 [Hoshi No AriKa] (27 de julio de 2011) Escogida para ser uno de los OP de Nuramago.
16. Ah Hah! (22 de febrero de 2012)
17. 『Double Dragon』(28 de noviembre de 2012)

### Compilados
1. Luna Sea Memorial Cover Album (19 de diciembre de 2007)

### DVD
1. THE MUSIC VIDEOS (4 de junio de 2008, music videos)
2. ☆ROCK the PARTY☆’08 (19 de septiembre de 2008, Live
3. The Live of Wonderful Wonderholic (28 de abril) de 2010, Live

## Curiosidades
- A Maya y Aiji se les puede ver en el Ending 1 de Red Garden en el segundo 40 y 46.